# Isabella Stewart Gardner Museum

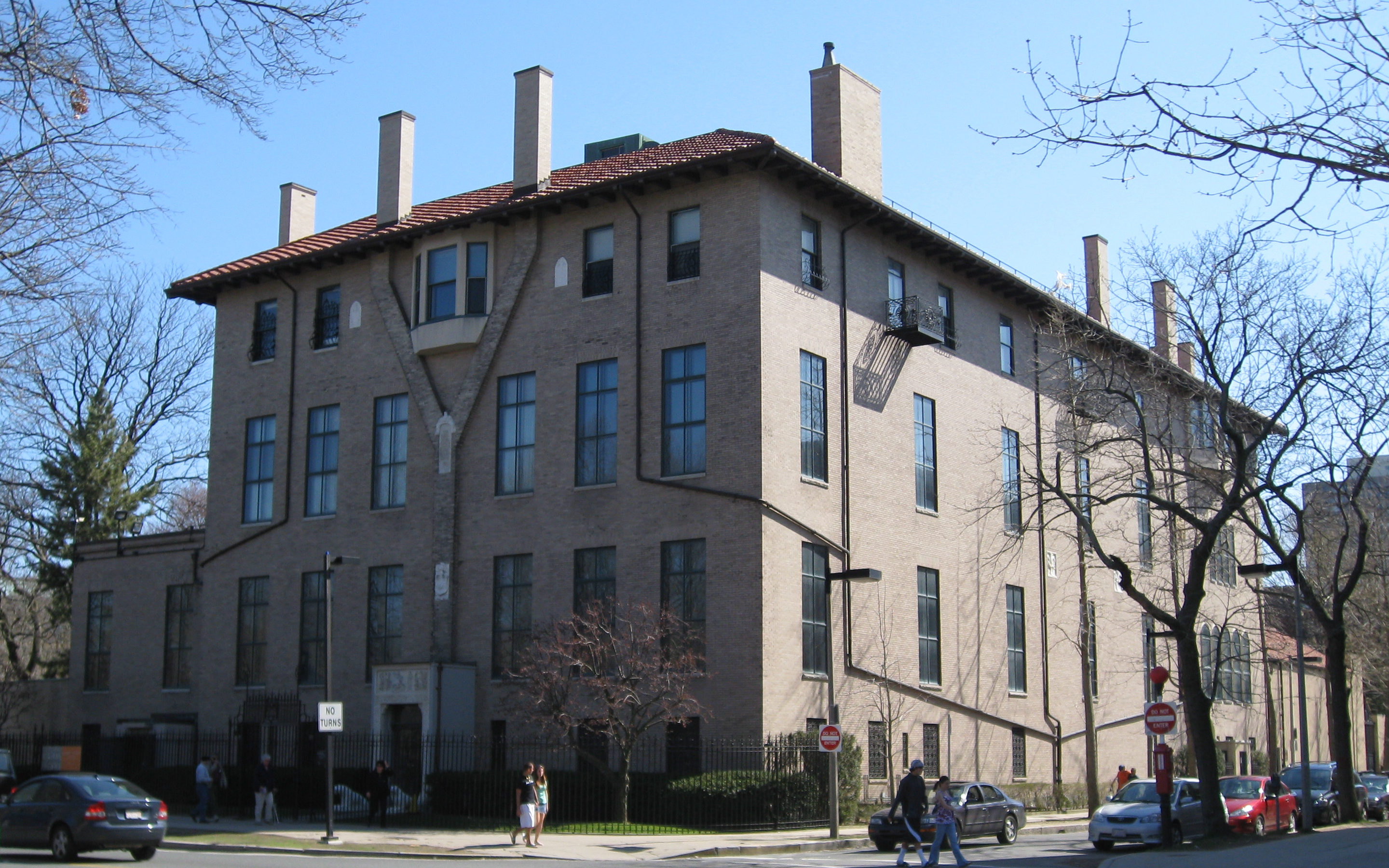
Het Isabella Stewart Gardner Museum

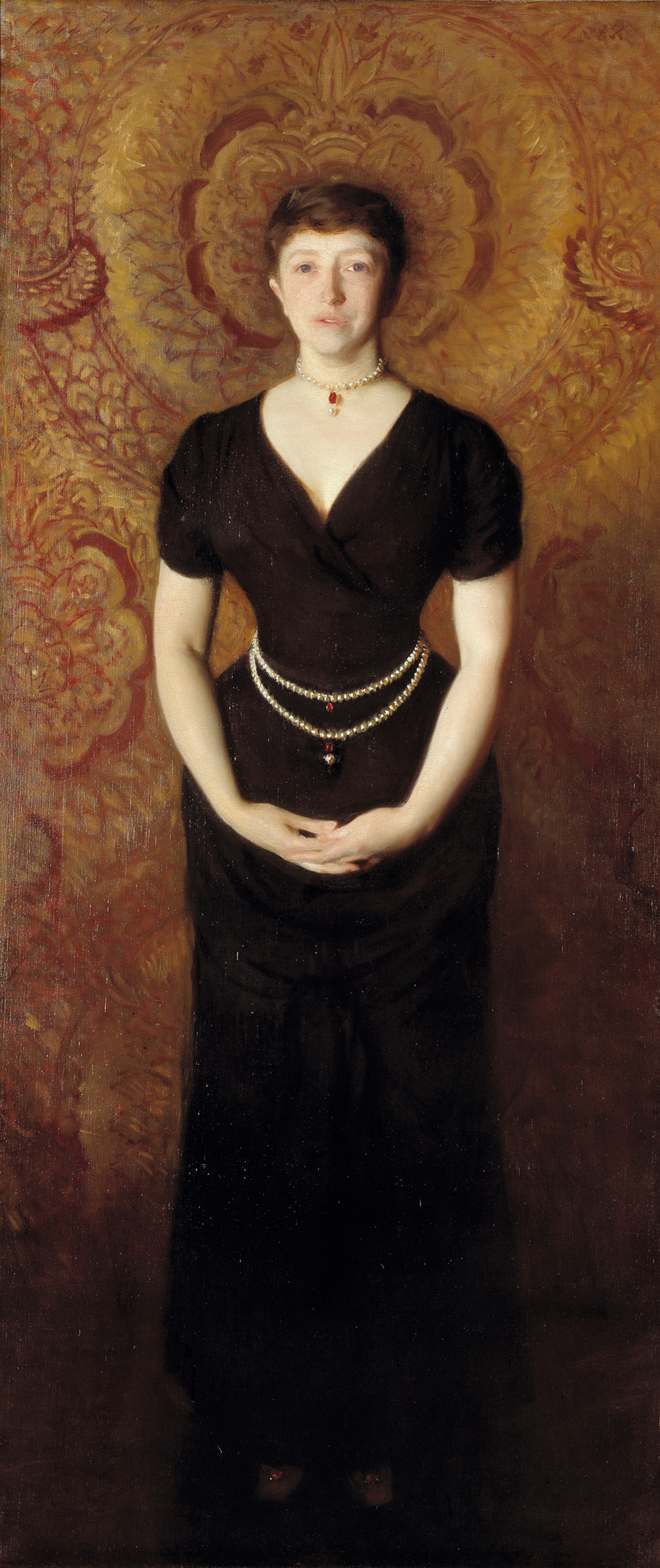
John Singer Sargent: Portret van Isabella Stewart Gardner, 1888

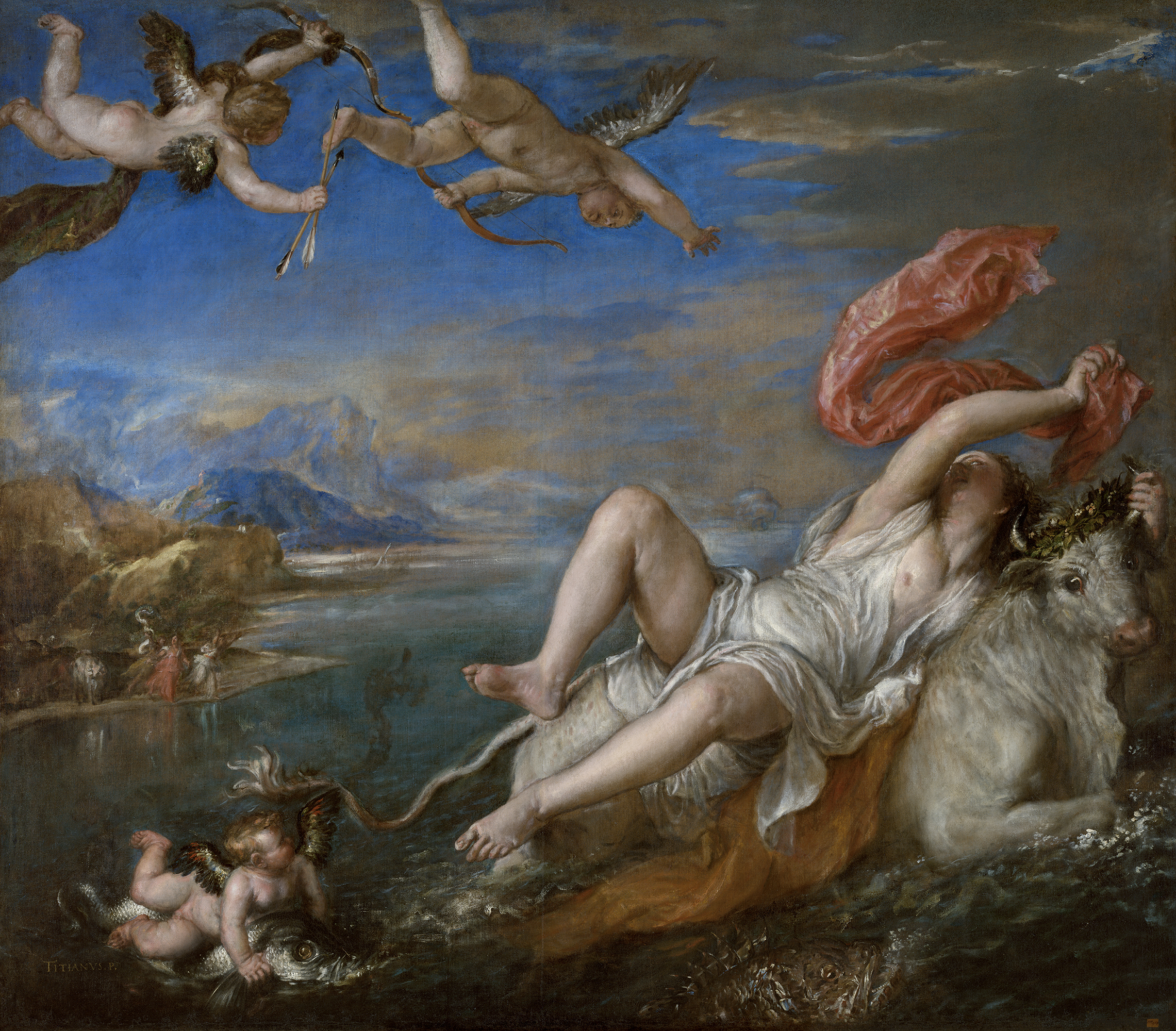
Titiaan: De roof van Europa,(1562)

Het Isabella Stewart Gardner Museum of Fenway Court is een museum van beeldende kunst in Boston, Massachusetts. In dit museum is de omvangrijke private kunstcollectie van Isabella Stewart Gardner ondergebracht.

## Situering

### Museumgebouw
In 1896 gaf Isabella Stewart Gardner architect Willard T. Sears de opdracht om een nieuw museum te ontwerpen voor haar kunstcollectie. Deze kunstverzameling legde zij aan dankzij een aanzienlijke erfenis van haar vader. Het museum ligt op wandelafstand van het Museum of Fine Arts en vlak bij de Back Bay Fens.
Het gebouw opende zijn deuren in 1903 en het ontwerp werd geïnspireerd door het  Palazzo Barbaro a San Vidal in Venetië. Het museum wordt bewonderd om de intieme gedempte lichtval. In 2004 kreeg architect Renzo Piano de opdracht om de tentoonstellingsruimte aanzienlijk uit te breiden, de hal te verplaatsen, en meer kantoorruimte en een cafetaria te realiseren.

### Collectie
De collectie omvat schilderijen, beeldhouwwerk, wandtapijten, meubels, textiel, keramiek, tekeningen, manuscripten, zeldzame boeken en juwelen. Er is werk van de 19e-eeuwse kunstenaars als John Singer Sargent en James McNeill Whistler. Er zijn regelmatig tijdelijke tentoonstellingen. Het museum bezit veel schilderkunst uit de Italiaanse Renaissance en de eerste Matisse in de US. Tot de collectie behoort ook De roof van Europa van Titiaan.
Gardner begon pas met haar collectie topkunst nadat zij in 1891 een aanzienlijke erfenis kreeg van haar vader. Zij kocht in 1892 op een Parijse veiling Het Concert van Johannes Vermeer. In 1894 bood Bernard Berenson zijn hulp aan voor het vormen van de kunstverzameling inclusief de aankoop van een Botticelli. Volgens Gardners testament besteedt het museum veel aandacht aan educatie en kent het een Artist in Residence programma, concerten, tentoonstellingen in de binnentuin en innovatieve educatieve programma's. Om zijn stichter te eren geeft het museum gratis toegang aan iedereen met de voornaam Isabella. Ook mag men gratis naar binnen op de dag van zijn/haar verjaardag.

## Kunstroof
In de nacht van 18 maart 1990, na Saint Patrick's Day, was het onverzekerde museum doelwit van een brutale kunstroof door een stel als politieagenten vermomde mannen. Het museum werd toen bewaakt door twee studenten met weinig training. Er werden dertien belangrijke werken ontvreemd. De dieven sneden toen drie Rembrandts, waaronder De storm op het meer van Galilea, uit hun lijst. Verder werden een Vermeer (Het concert), een werk van Govert Flinck, Chez Tortoni van Manet en vier niet-afgewerkte schetsjes van Degas gestolen. Het beroemdste doek, de Roof van Europa van Titiaan, werd niet meegenomen. De totale waarde van de kunstroof bedroeg ongeveer 500 miljoen dollar. Het museum toont nog steeds de lege lijsten van de schilderijen op hun oorspronkelijke plaats vanwege de strikte bepalingen van het testament van Isabella Stewart Gardner: de collectie mocht niet gewijzigd worden. De gestolen topwerken uit de westerse kunstgeschiedenis zijn tot op heden nog altijd niet boven water gekomen.
De politie deelde in 2013 mee de identiteit van de dieven te kennen. Intussen is de zaak verjaard, maar men hoopt de kunst alsnog terug te vinden. De FBI gaf ondertussen videobeelden vrij uit het museum waarop te zien is dat een onbekende man zich meldt langs de zijingang, mogelijk om poolshoogte te nemen van de toestand. Aldus poogt men meer informatie te verkrijgen die naar de werken leidt.

### Afbeeldingen van enkele gestolen werken

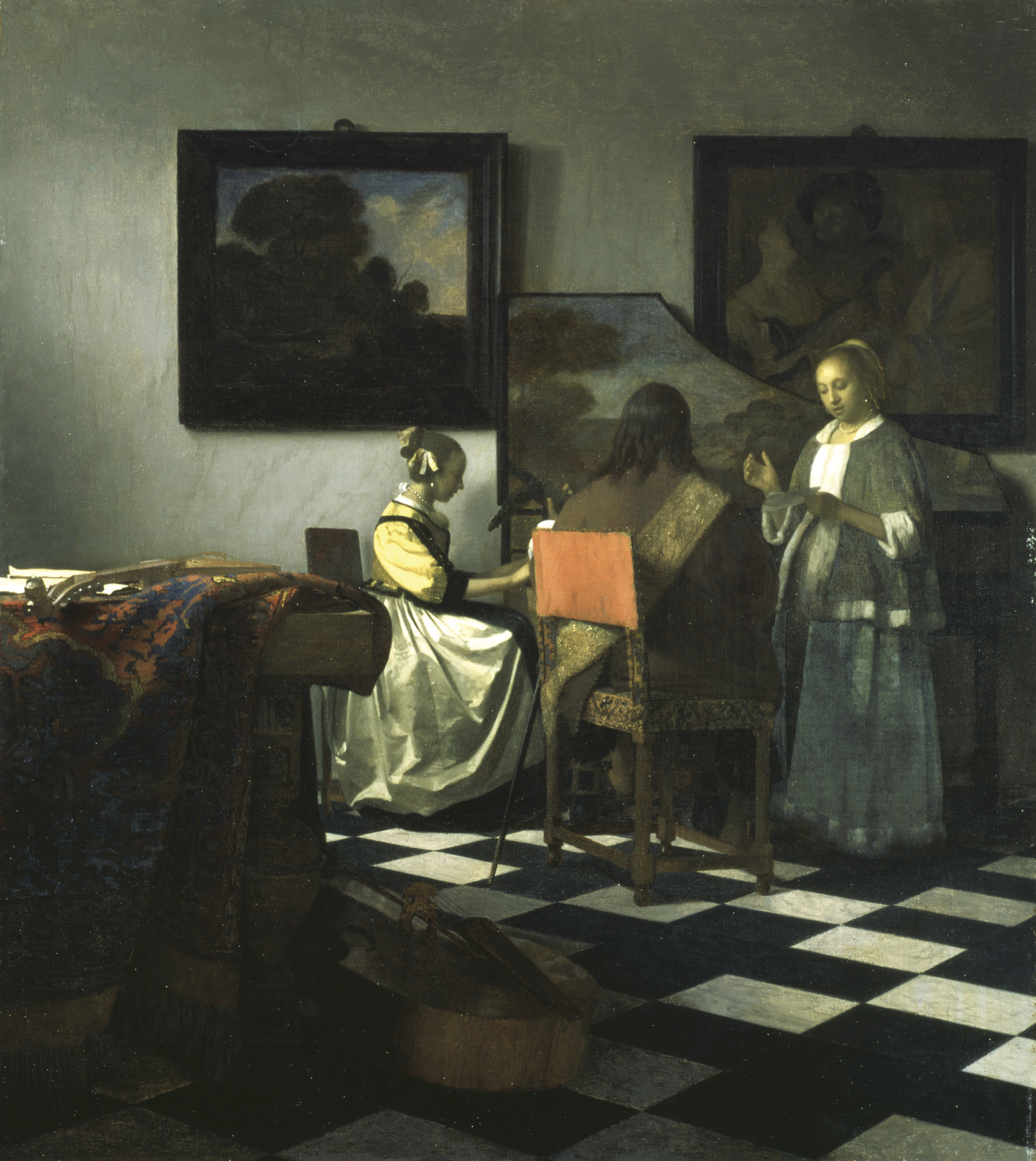
Het concert van Vermeer (1658-1660)
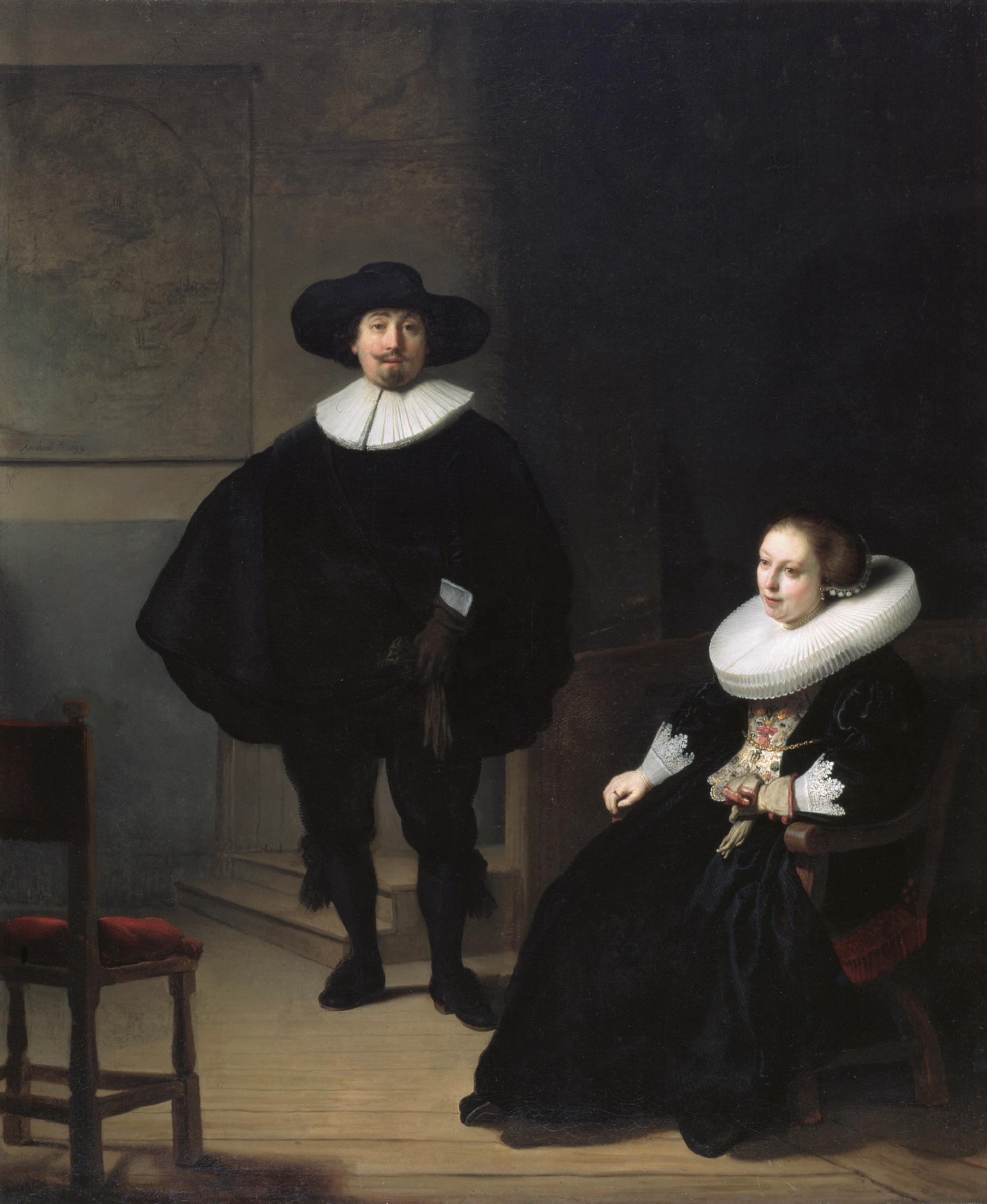
Een dame en een heer in het zwart van Rembrandt
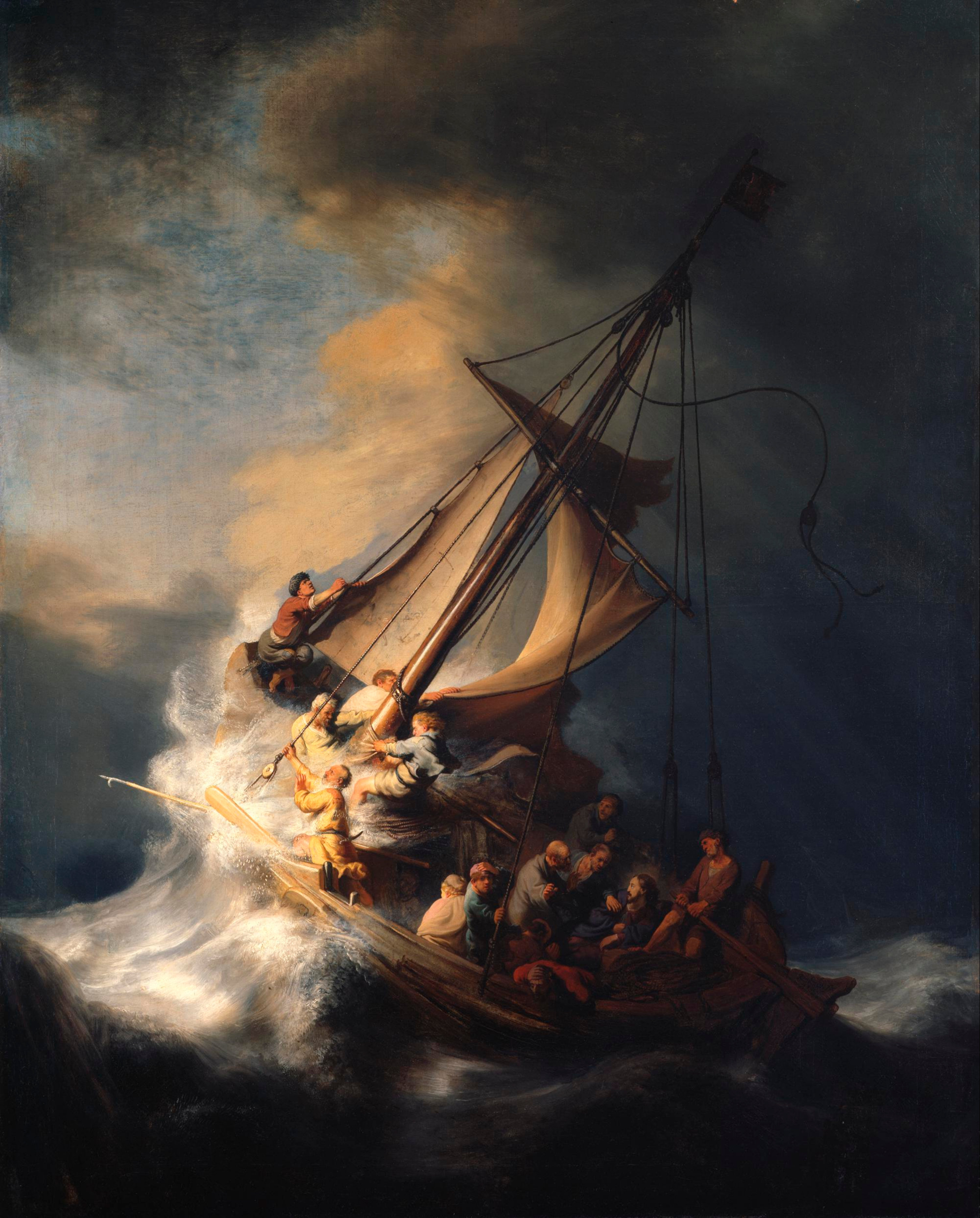
De storm op het meer van Galilea, 1633, Rembrandt
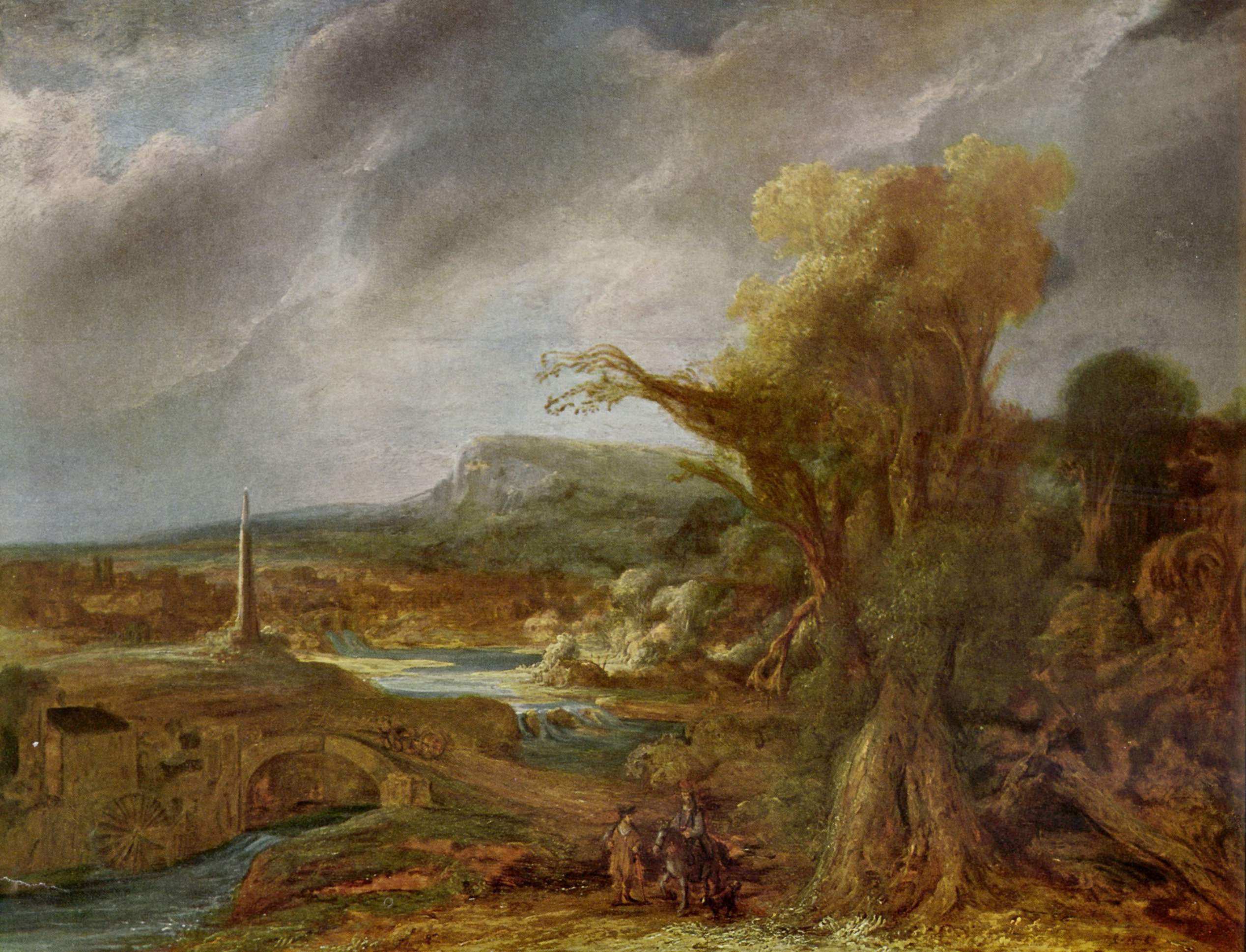
Landschap met obelisk door Govert Flinck,  1638, voorheen toegeschreven aan Rembrandt
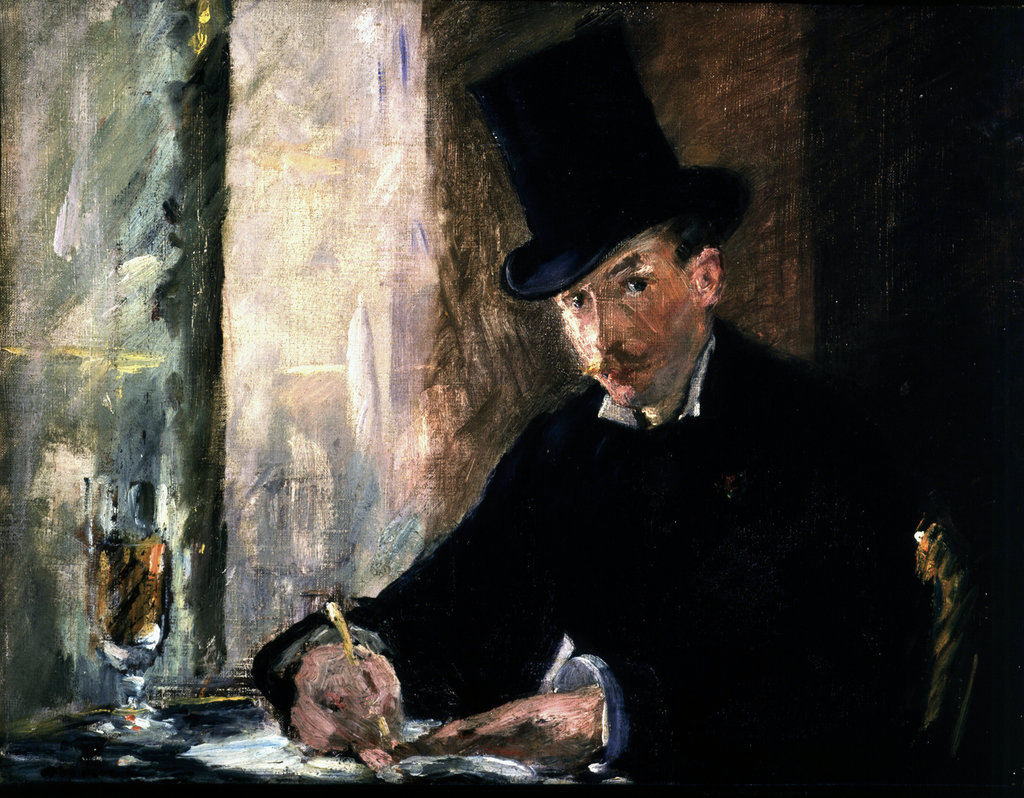
Chez Tortoni, Édouard Manet
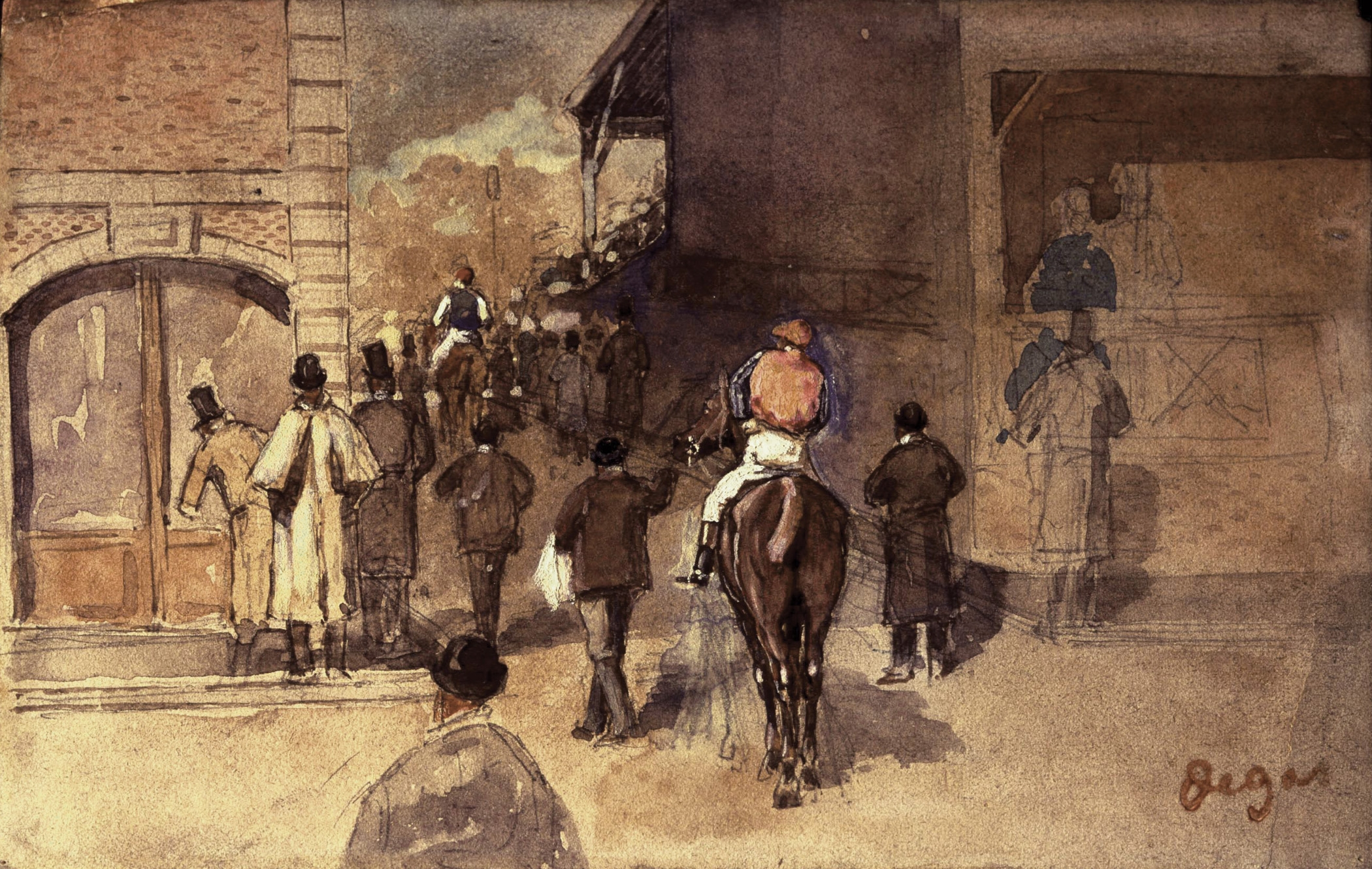
La Sortie de Pesage, Edgar Degas

### Inspiratie
Deze kunstroof inspireerde verschillende auteurs.
- De schrijver Elvin Post baseerde zijn misdaadroman Vals beeld erop.
- Thrillerschrijver en jurist David Hosp schreef in zijn boek Among Thieves dat de IRA de kunstwerken wilde gijzelen voor losgeld. Toen bleek dat deze niet verzekerd waren, zat men met een onschatbare maar voor hen waardeloze kunstverzameling.[2]